# Бубнов, Михаил Михайлович
Михаил Михайлович Бубнов (21 июля 1946 года, Москва) — учёный-химик, член-корреспондент РАН, лауреат премии имени И. В. Гребенщикова.

## Биография
Родился 21 июля 1946 года в Москве.
В 1970 году — окончил физический факультет МГУ и начал работать в Физическом институте имени П. Н. Лебедева АН СССР.
В 1978 году — защитил кандидатскую диссертацию.
С 1983 года — работа в Институте общей физики АН СССР.
С 1993 года — в Научном центре волоконной оптики при Институте общей физики имени А. М. Прохорова РАН (НЦВО при ИОФ РАН).
В настоящее время — заведующий лабораторией технологии волоконных световодов НЦВО при ИОФ РАН.
В 2011 году — избран членом-корреспондентом РАН от Отделения химии и наук о материалах (секция наук о материалах).

### Научная и общественная деятельность
Научные интересы лежат в сфере разработки новых типов волоконных световодов и исследовании их оптических свойств.
Выполнил исследования которые позволили разработать и внедрить в промышленное производство атермализованные неодимовые лазерные стекла, обеспечивающие высокую направленность излучения мощных твердотельных лазеров.
Внес важный вклад в разработку физико-химических основ отечественной технологии изготовления волоконных световодов для систем оптической связи. Провел исследования закономерностей, лежащих в основе процесса перетяжки заготовки в волоконный световод, степени их влияния на оптические и механические характеристики, разработал ряд специальных световодов, не имеющих мировых аналогов: с изменяющейся по длине дисперсией, с высокой концентрацией оксидов фосфора и германия для создания нелинейных волоконных устройств, активные световоды с рекордной концентрацией оксидов редкоземельных элементов для создания мощных волоконных лазеров и усилителей, световоды с герметичными покрытиями с прочностью, впервые приближающейся к пределу прочности кварцевого стекла.
Под его руководством защищены пять кандидатских диссертаций.
Автор и соавтор более 200 научных публикаций.

## Награды
Премия имени И. В. Гребенщикова (за 2015 год, совместно с А. Н. Гурьяновым) — за цикл работ «Разработка физико-химических основ получения высокочистых стекол на основе диоксида кремния и световодов из них для волоконных лазеров и усилителей»